# Dolores O'Riordan
Dolores Mary Eileen O'Riordan (/oʊˈrɪərdən/; 6 tháng 9 năm 1971 – 15 tháng 1 năm 2018) là một ca nhạc sĩ người Ireland. Cô là thủ lĩnh của ban nhạc rock The Cranberries trong suốt 13 năm trước khi ban nhạc tạm nghỉ vào năm 2003, và tái hợp vào năm 2009.
Album solo đầu tiên của cô, Are You Listening?, được phát hành vào tháng 5 năm 2007 và tiếp theo đó là album No Baggage năm 2009. O'Riordan được biết đến từ giọng ca mezzo-soprano đặc trưng, từ lối hát yodel và chất giọng vùng Limerick. Cô xuất hiện với vai trò giám khảo trong The Voice of Ireland của đài RTÉ trong mùa giải 2013 – 2014. Vào tháng 4 năm 2014, O'Riordan gia nhập ban Jetlag (sau đó gọi tên là D.A.R.K.) và bắt đầu thu âm chất liệu mới.
Vào ngày 15 tháng 1 năm 2018, ở tuổi 46, khi đang ở Luân Đôn, Anh, để thu âm, O'Riordan bất ngờ qua đời. Nguyên nhân tử vong, xảy ra trong khách sạn Westminster, vẫn chưa được công bố ngay lập tức.